# Nadia Sayers
Nadia Sayers (* 1994 in Belfast, Nordirland) ist ein irisches Fotomodell und Teilnehmerin an einem Schönheitswettbewerb.

## Leben
Sayers besuchte von 2005 bis 2012 die Omagh Academy High School in Omagh, Nordirland. 2015 erhielt sie ihren Bachelor in Psychologie von der Queen’s University in Belfast, Nordirland, und 2019 ihren Master in Psychologie von der Ulster University.
Sayers trat der Miss Earth Northern Ireland 2017 bei und wurde als Miss Earth-Water ausgezeichnet. 2017–2018 wurde sie zur Miss Intercontinental Ireland ernannt.
Sayers nahm an Miss Universe Ireland 2019 teil und landete in den Top 10. Am 21. Dezember 2020 wurde sie zur Miss Universe Ireland 2020 gekrönt und qualifizierte sich damit zur Teilnahme bei Miss Universe 2020.